# Dante Amarilli
Dante Amarilli (Vercelli, 9 settembre 1914 – Vercelli, 9 luglio 2011) è stato un calciatore italiano, di ruolo mediano.

## Biografia
È deceduto all'età di 96 anni per le complicazioni di una bronchite.

## Carriera
Nella stagione 1934-1935 viene aggregato alla prima squadra della Pro Vercelli, con cui gioca 3 partite nel campionato di Serie A; rimane ai piemontesi anche nella stagione 1935-1936, durante la quale gioca una partita nel campionato di Serie B. Viene impiegato con più continuità nella stagione 1936-1937, nella quale colleziona 11 presenze, mentre nella stagione 1937-1938 pur essendo in rosa non scende mai in campo. A fine stagione viene ceduto alla Biellese, con cui nella stagione 1938-1939 gioca stabilmente da titolare nel campionato di Serie C, durante il quale gioca 24 partite e segna una rete. Rimane alla Biellese anche nella stagione 1939-1940, nella quale è ancora titolare (20 presenze); infine, nella stagione 1940-1941 gioca altre 2 partite. Ha poi giocato in terza serie anche con l'Ivrea, durante le stagioni 1941-1942 e 1942-1943.